# (47) Аглая
(47) Аглая (лат. Aglaja) — тёмный астероид главного пояса, который принадлежит к тёмному спектральному классу B. Он был открыт 15 сентября 1857 года немецким астрономом Робертом Лютером в Дюссельдорфской обсерватории и назван в честь Аглаи, младшей из трёх харит (граций), дочери Зевса и Эвриномы в древнегреческой мифологии.

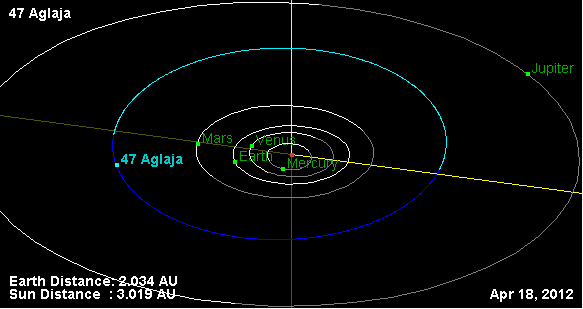
Орбита астероида Аглая и его положение в Солнечной системе